# Atractus francoi
Espèce
Atractus francoi  est une espèce de serpents de la famille des Dipsadidae.

## Répartition
Cette espèce est endémique du Brésil. Elle se rencontre entre 600 et 1 000 m d'altitude dans la Serra da Bocaina et la Serra dos Órgãos dans les États de Rio de Janeiro et de São Paulo.

## Description
Le mâle le plus grand et holotype mesure 473 mm dont 53 mm pour la queue et la femelle la plus grande 510 mm dont 40 mm pour la queue

## Étymologie
Cette espèce est nommée en l'honneur de Francisco Luís Franco.

## Publication originale
- Passos, Fernandes, Bérnils & Moura-Leite, 2010 : Taxonomic revision of the Brazilian Atlantic Forest Atractus (Reptilia: Serpentes: Dipsadidae). Zootaxa, no 2364, p. 1–63 (texte intégral).